# Uliu
Uliul (Accipiter) este numele unui gen de păsări răpitoare de zi din familia Accipitridae, mari și puternice, care atacă păsări și mamifere mici. Acesta are un cioc puternic, cu marginile tăioase ca lamele unui foarfece; ciocul este adaptat pentru sfâșiat prada. Corpul subțire, aripile și coada lungi, arată că este o bună zburătoare. Picioarele puternice se termină cu patru degete (trei îndreptate înainte și unul înapoi), cu ghearele lungi, ascuțite și încovoiate. Are vedere foarte bună, putând distinge de la mari înălțimi prada: păsări, șoareci, iepuri, insecte. Se aruncă asupra prăzii, o apucă cu ghearele, o sfâșie cu ciocul și o înghite nemestecată; uliul este o pasăre răpitoare de zi. Hrănindu-se cu carne, pipota sa este mai puțin dezvoltată decât a altor păsări care se hrănesc cu grăunțe.

## Specii
- Accipiter albogularis
- Accipiter badius
- Accipiter bicolor
  - Accipiter (bicolor) chilensis
- Accipiter brachyurus
- Accipiter brevipes - Uliu cu picioare scurte
- Accipiter butleri
- Accipiter castanilius
- Accipiter cirrocephalus
- Accipiter collaris
- Accipiter cooperii
- Accipiter erythrauchen
- Accipiter erythropus
- Accipiter fasciatus
  - Accipiter (fasciatus) natalis
- Accipiter francesiae
  - Accipiter francesiae pusillus
- Accipiter gentilis - Uliu porumbar
- Accipiter griseiceps
- Accipiter gularis
- Accipiter gundlachi
- Accipiter haplochrous
- Accipiter henicogrammus
- Accipiter henstii
- Accipiter hiogaster
- Accipiter imitator
- Accipiter luteoschistaceus
- Accipiter madagascariensis
- Accipiter melanochlamys
- Accipiter melanoleucus
- Accipiter meyerianus
- Accipiter minullus
- Accipiter nanus
- Accipiter nisus - Uliu păsărar
- Accipiter novaehollandiae
- Accipiter ovampensis
- Accipiter poliocephalus
- Accipiter poliogaster
- Accipiter princeps
- Accipiter rhodogaster
- Accipiter rufitorques
- Accipiter rufiventris
- Accipiter soloensis
- Accipiter striatus
  - Accipiter striatus chionogaster
  - Accipiter striatus erythronemius
  - Accipiter striatus ventralis
- Accipiter superciliosus
- Accipiter sylvestris
- Accipiter tachiro
- Accipiter toussenelii
- Accipiter trinotatus
- Accipiter trivirgatus
- Accipiter virgatus

Speciii dispărute:
- Accipiter efficax
- Accipiter quartus